# یژواود
یژواود (به لاتین: Jerzwałd) یک روستا در لهستان است که در گمینا زالوو واقع شده‌است. یژواود  ۳۷۰ نفر جمعیت دارد.